# 마창대교
마창대교(馬昌大橋, 영어: Machang Grand Bridge)는 경상남도 창원시 마산합포구 가포동과 성산구 귀산동을 연결하는 폭 20m(왕복 4차선), 길이 1.7km의 다리이다. 국도 제2호선 창원 외곽 신선의 대교로, 기존 두 지점을 서로 오가는데 '거리 16km, 소요시간 35분'에서 '거리 9km, 소요시간 7분'으로 크게 줄어들어 창원시내의 교통량 분산효과에도 크게 기여하고 있다.
국도 제2호선과 국도 제77호선의 일부이며, 도시고속도로인 남해안대로의 일부이다.
2004년 4월 민자사업자인 '주식회사 마창대교'에 의해 착공하였으며, 2008년 6월 24일 준공식을 가지고 2008년 7월 1일부터 정식으로 개통한 교량이다. 이 대교는 사장교로, 지진은 물론이며 초속 78m의 강풍에도 견딜 수 있도록 설계되었으며, 특히 사장교의 2개의 주탑은 높이가 164m, 수면에서 상판까지는 세계 최대의 높이로 68m에 달한다.
한편 이 대교는 민자사업자에 의해 건설되었기 때문에 개통 15일 만인 2008년 7월 15일부터는 통행료를 징수하게 되는데, 통행료가 소형차 기준 2,400원으로 비싼 편이라 시민들의 불만과 함께 마산시에서도 통행료 인하를 요구하고 있다. 이에 경상남도가 운영사업자인 주식회사 마창대교와의 협상 끝에 2009년 9월 1일부터 현동 교차로 부근의 국도 제2호선의 개선공사가 마무리되는 2010년 연말까지 통행료를 2,000원으로 한시적으로 인하하는 방향으로 해결하였다.

## 연혁
- 2009년 9월 1일 : 통행료를 200 ~ 800원 인하[3]
- 2011년 1월 1일 : 통행료 인하 폐지
- 2012년 12월 14일 : 선후불 하이패스카드를 이용한 통행료 납부 개시[4]

## 통행료
2008년 기준이다.
| 구분     | 통행료 |
| -------- | ------ |
| 소형차   | 2,500  |
| 중형차   | 3,100  |
| 대형차   | 3,800  |
| 특대형차 | 5,000  |

## 접속 도로
접속 도로는 마산합포구 현동에서 성산구 양곡동까지 이어지며, 마창대교의 접속 시설물로 가포터널, 귀산터널, 양곡터널이 있다.

## 같이 보기
- 국도 제2호선
- 국도 제77호선
- 남해안대로